# Дархан (Хэнтий)
Дархан (монг. Дархан) — сомон аймака Хэнтий в восточной части Монголии. Численность населения по данным 2010 года составила 1 549 человек.
Центр сомона — посёлок Дархан, расположенный в 137 километрах от административного центра аймака — города Ундерхаан и в 264 километрах от столицы страны — Улан-Батора.

## География
Сомон расположен в восточной части Монголии. Граничит с соседними сомонами Баянмунхе, Галшар и Дэлгэрхаан, а также с двумя соседними аймаками Говь-Сумбэр и Дорноговь. На территории Дархана располагаются горы Дархан уул.

## Климат
Климат резко континентальный. Средняя температура января -23 градусов, июля +19 градусов. Ежегодная норма осадков 250 мм.

## Фауна
Животный мир Дархана представлен джейранами, косулями, волками, лисами, хорьками.

## Инфраструктура
В сомоне есть школа, больница, центры культуры и торговли.